# A Fővárosi Állat- és Növénykert Parasztudvara
A Parasztudvar, olykor Magyar Parasztudvar a budapesti Fővárosi Állat- és Növénykert egyik épületkomplexuma volt. Napjainkban kizárólag a Parasztház áll belőle, amely zártkörű oktatóhelyként „Tanodú” néven üzemel.

## Története
A Budapesti Állatkertben már a század elején meghonosult Lendl Adolf nyomán az a gondolat, hogy az egzotikus fajok mellett a magyar háziállatok bemutatására is sort kell keríteni. (Ez az irányzat később, az 1960-as évektől világszerte elterjedt.) A Parasztudvar megtervezését – az épületek nagy részéhez hasonlóan – Kós Károly és Zrumeczky Dezső vállalta el. A fő épület egy népies stílusban felépült parasztház volt, amelyet kisebb nagyobb gazdasági épületek (istálló, selyemhernyókat bemutató ház), ólak, csűrök, kútház vettek körül.
A komplexum a második világháborúig eredeti formájában működött, akkor azonban megsérült. Az 1950-es évekre a nem korhű helyreállítások miatt elvesztette eredeti arculatát, ugyanakkor a Dózsa György út kiszélesítése miatt kisebb területi veszteségek is érték. A selyemhernyótenyésztő-részleg elpusztult. A parasztházban irodákat és oktatótermeket létesítettek, a háziállatbemutatót pedig elköltöztették. Az 1980-as években túzokröpdét működtettek az udvarban. 
A Parasztudvar második virágkorát az 1990-es évektől élte. Ekkor Fazekas Csaba tervei szerint és a honfoglalás évfordulójára kapott anyagi forrásokból helyreállították az együttest, és 1996-ban át is adták a nagyközönségnek. A következő létesítmények nyíltak meg benne:
- baromfiudvar
- istálló
- sertésól
- juhakol
- gémeskút

A parasztház emeletén tantermet rendeztek be. A Parasztudvar mellé helyezték át a korábban máshol lévő székelykaput is, illetve felújították a szomszédos Szarvasház melletti állatsimogató-részt is.
Ebben az állapotában két évtizedig működött a létesítmény. Az Állatkert szomszédságban lévő Budapesti Vidám Park 2013-as bezárása után az Állatkert kapta meg annak területét. Itt lehetőség nyílt a korábbinál nagyobb teret biztosítani a magyar háziállatok számára. Hamarosan (2014) át is költöztették őket oda, a Parasztudvarban pedig elbontották a létesítményeket. Helyükre épült 2015-ben Anthony Gall tervei szerint a Sárkányház (korábbi nevén Koalaház), ahol kezdetben koalákat tartottak, később varánuszokat költöztettek be. A Parasztudvarból napjainkban csak a Parasztház látható.

## Képtár

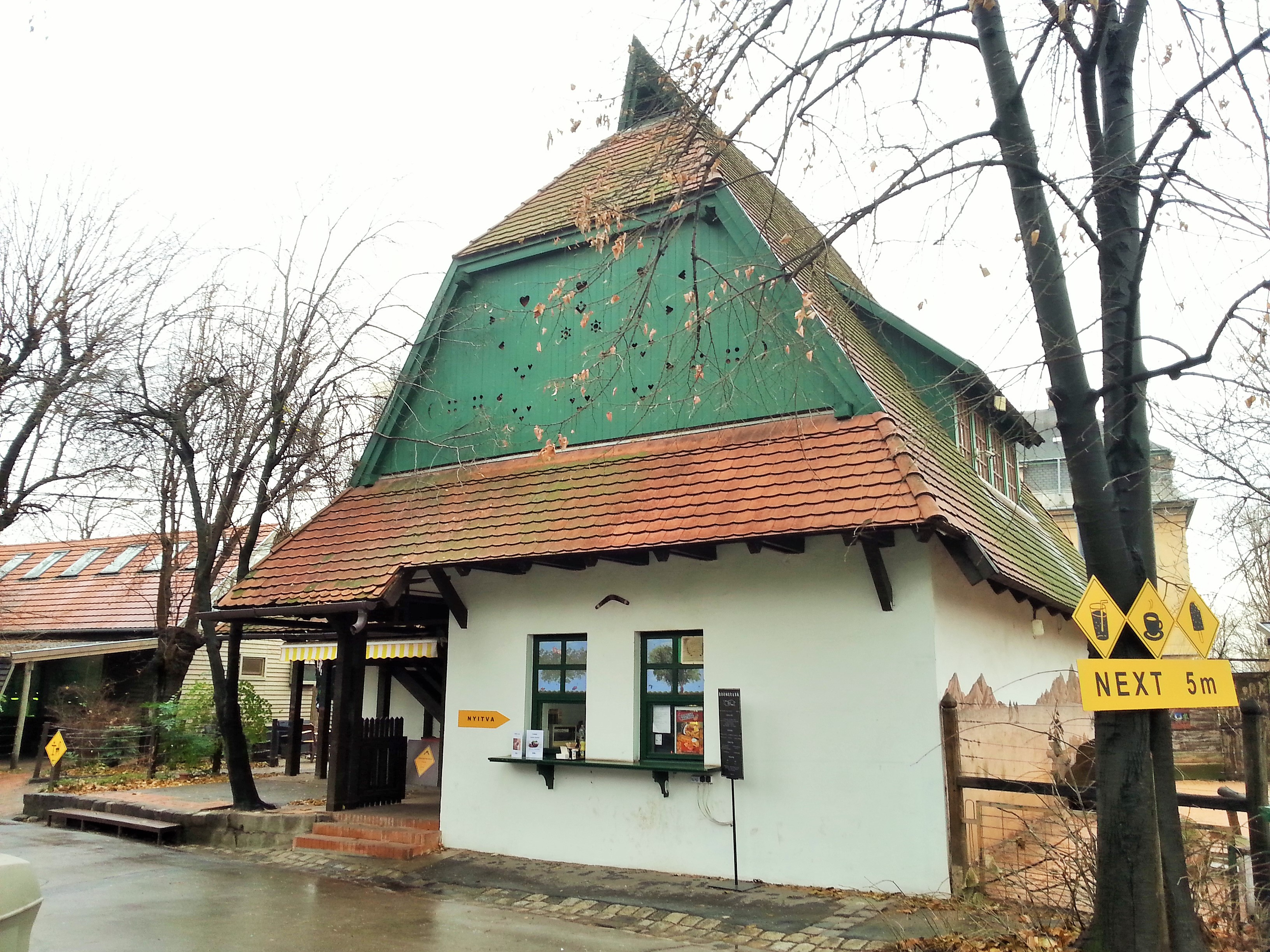
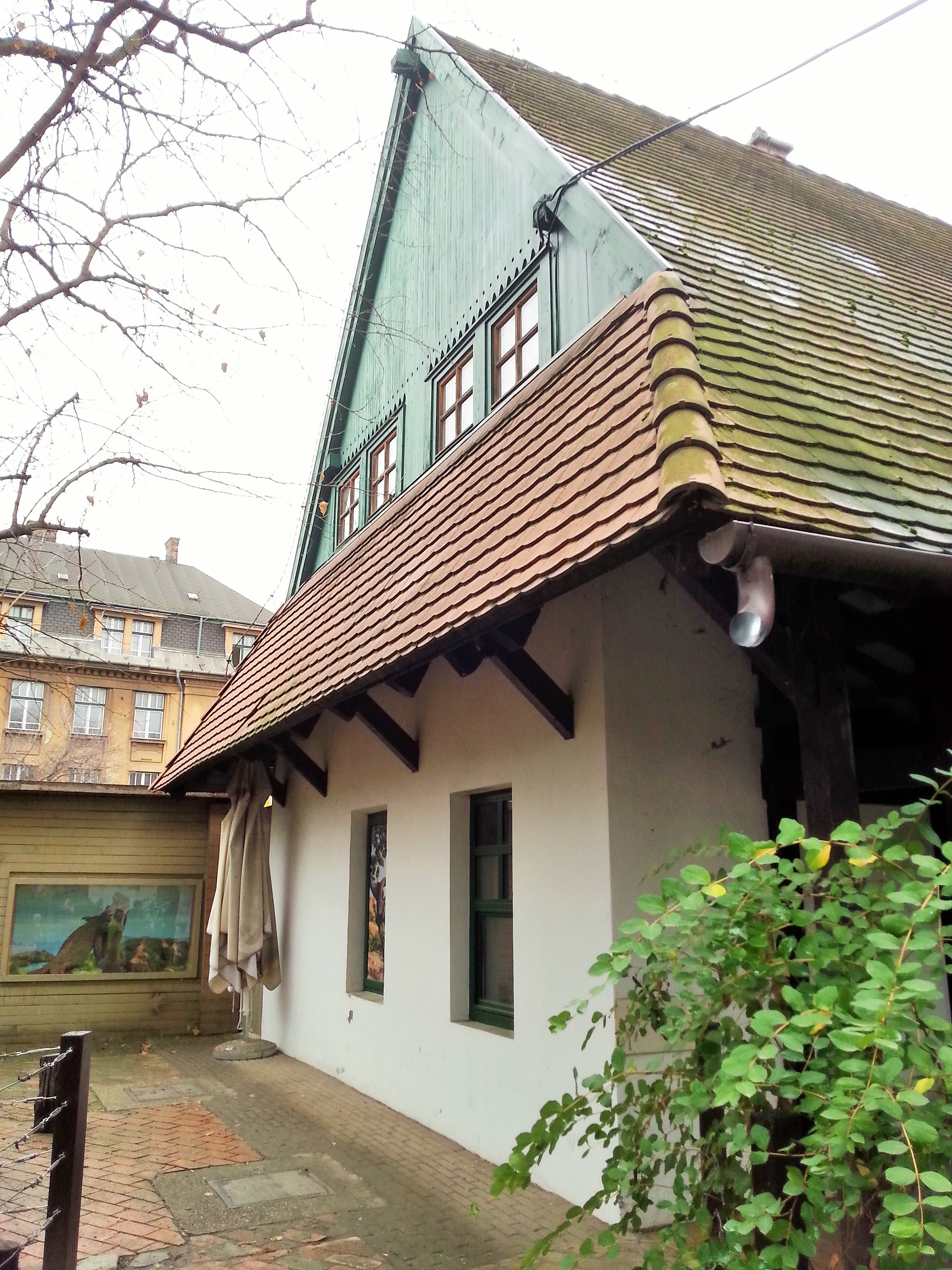
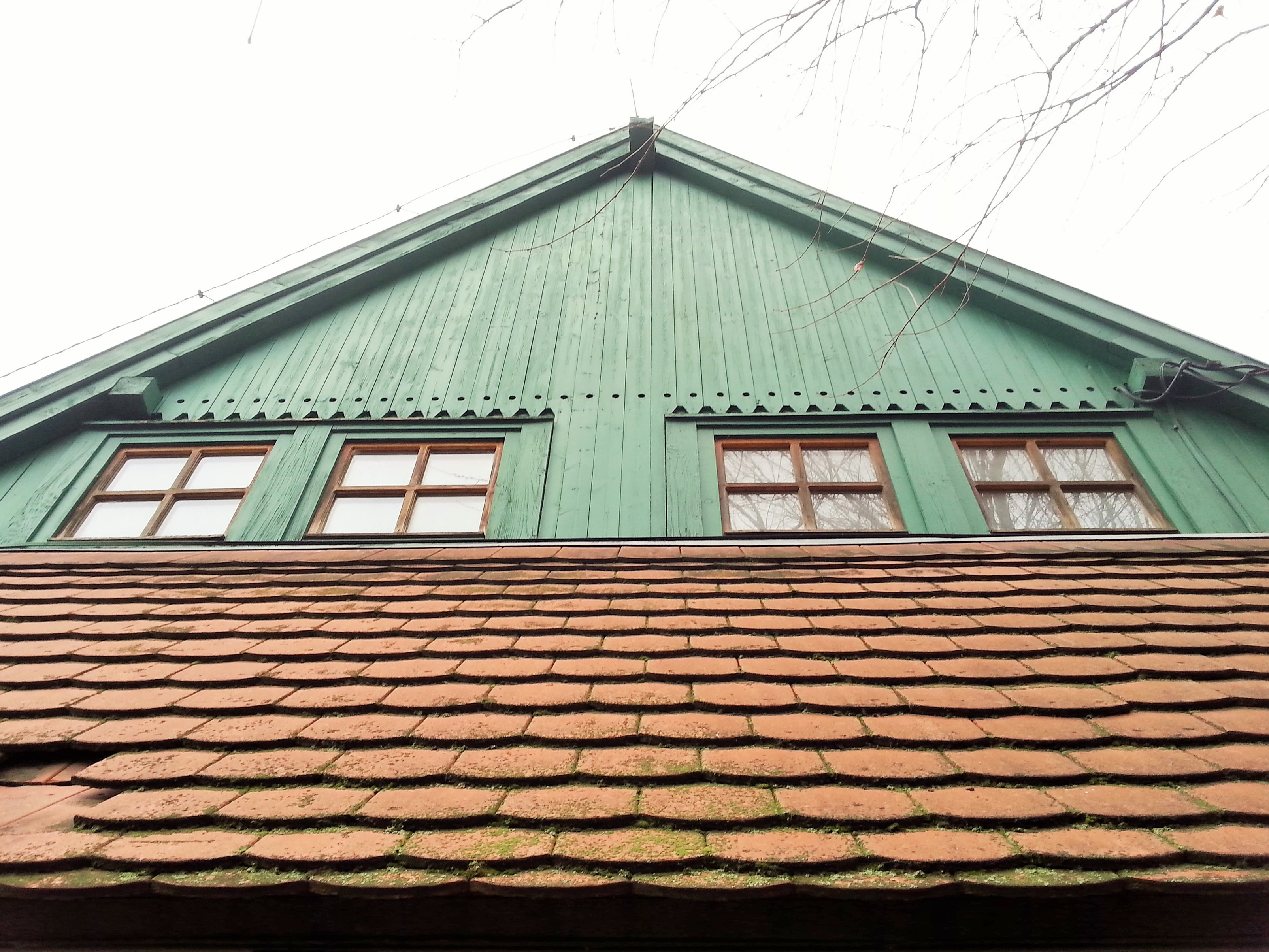
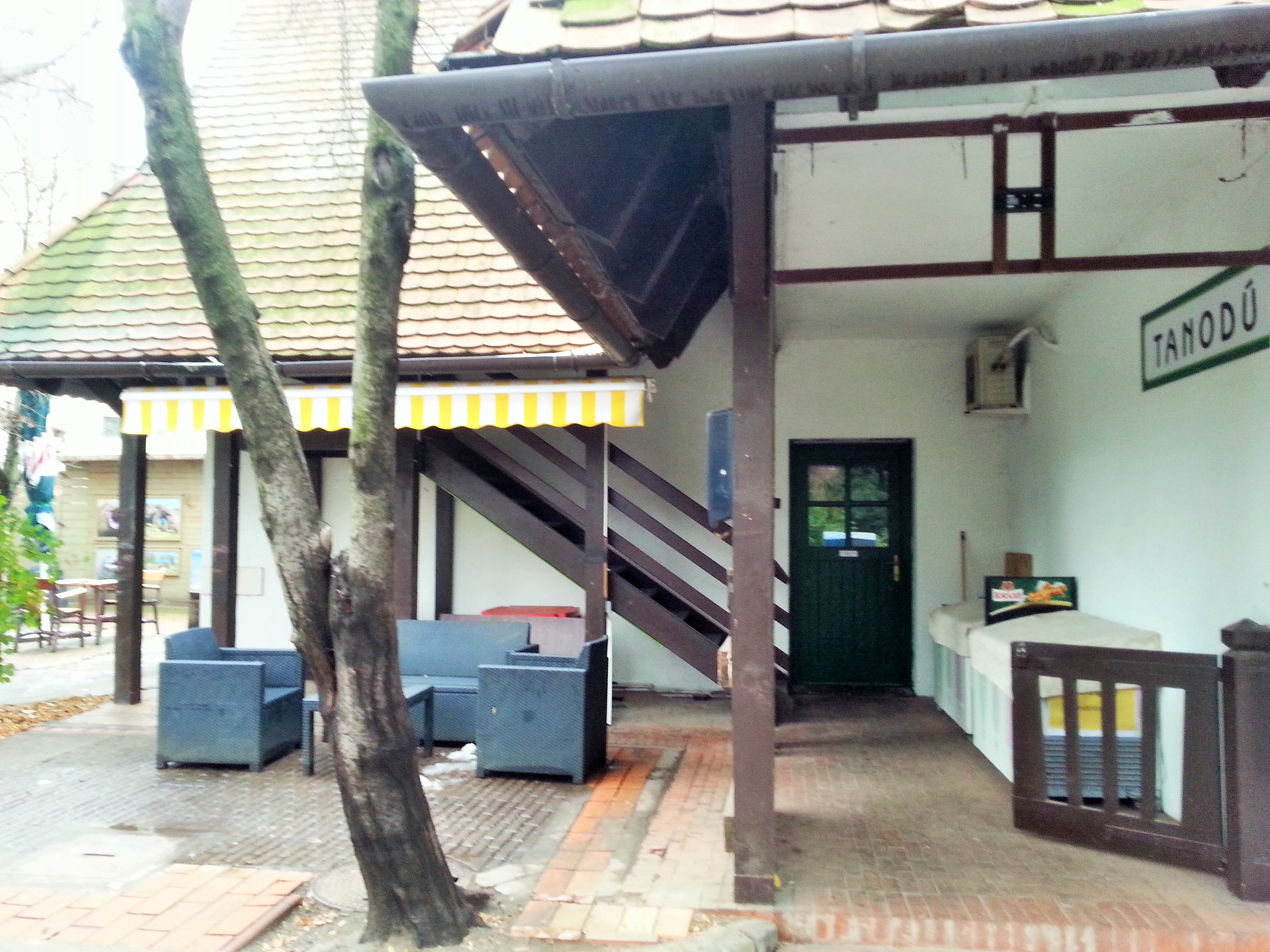
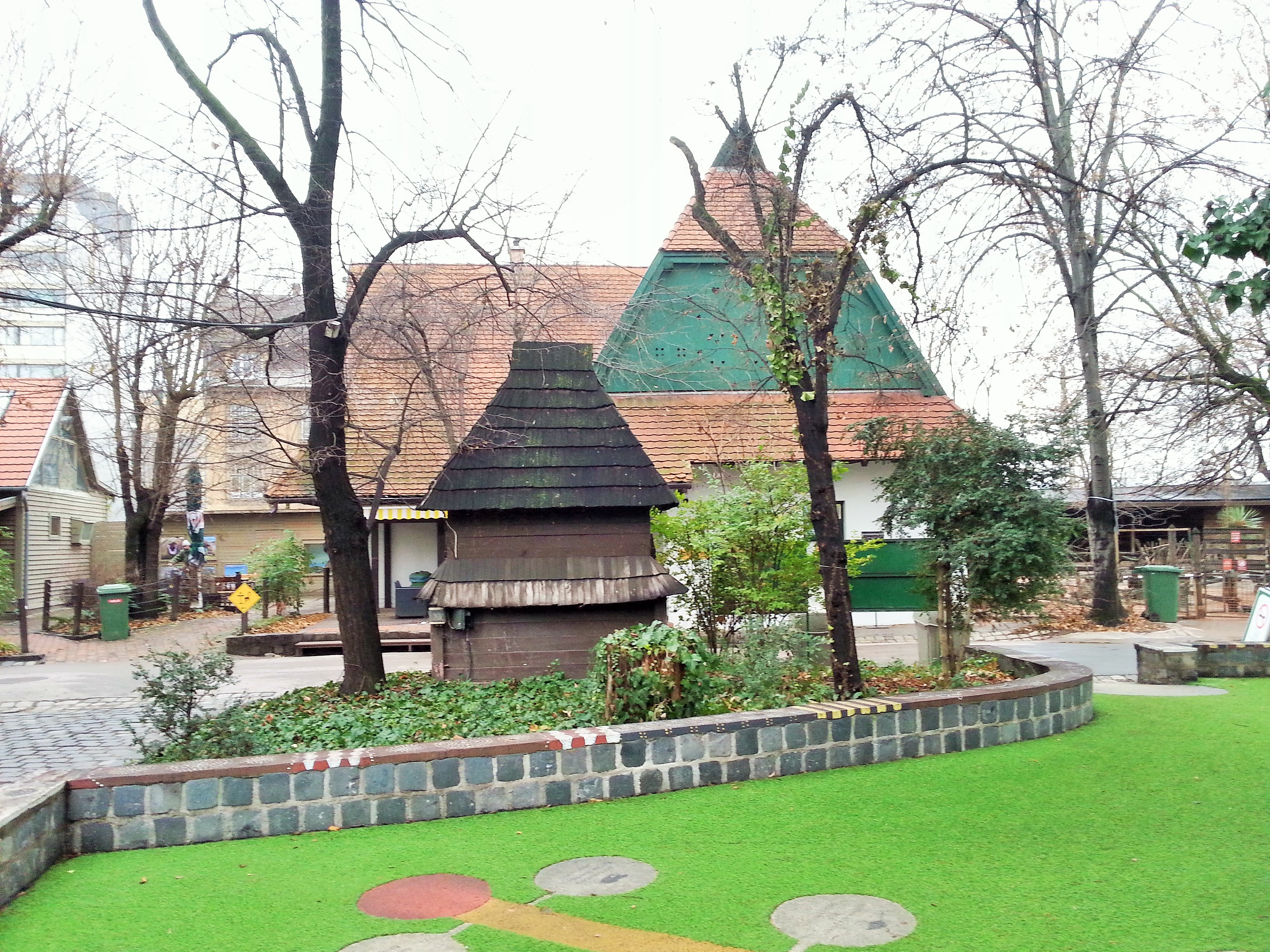
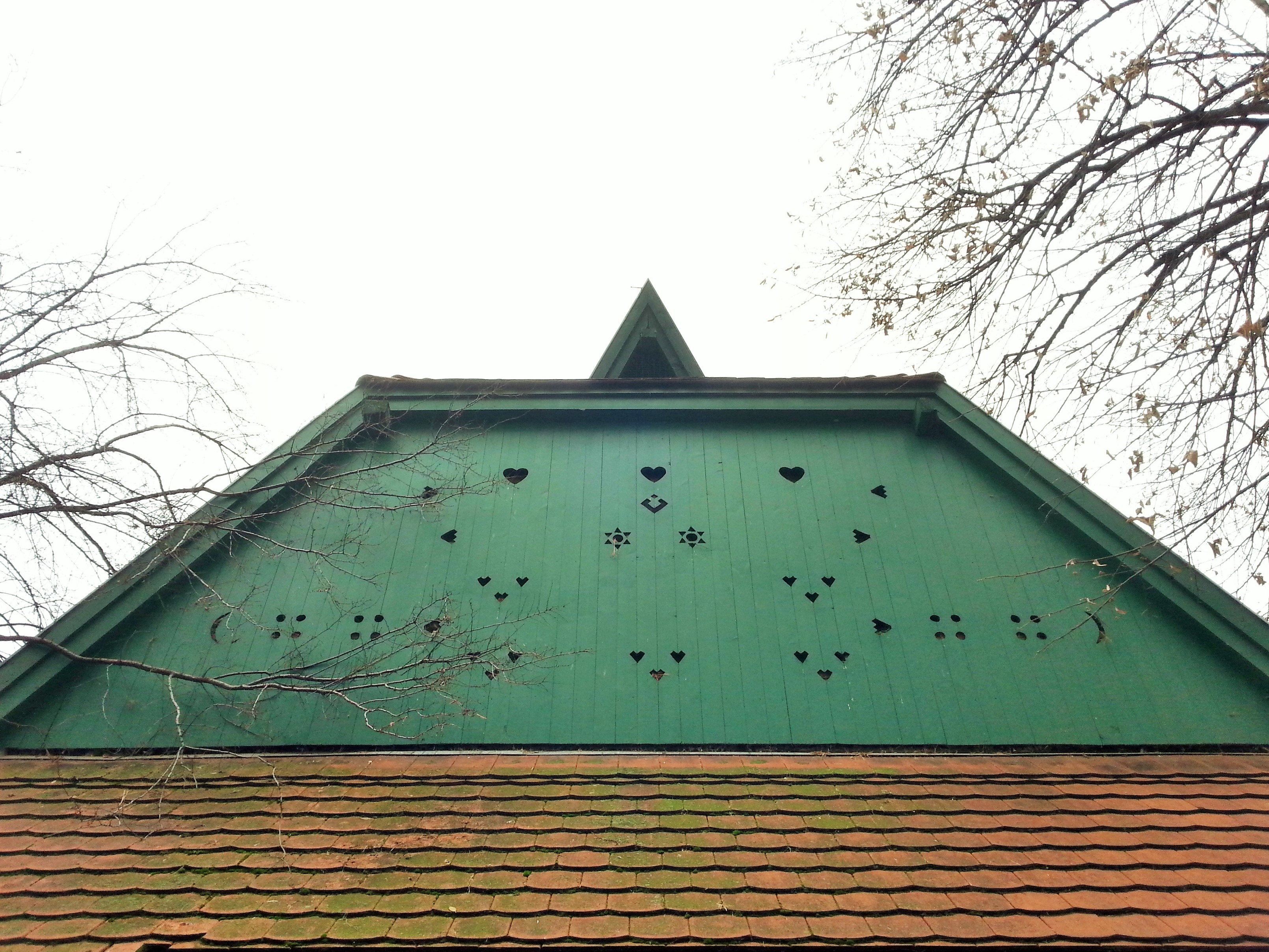
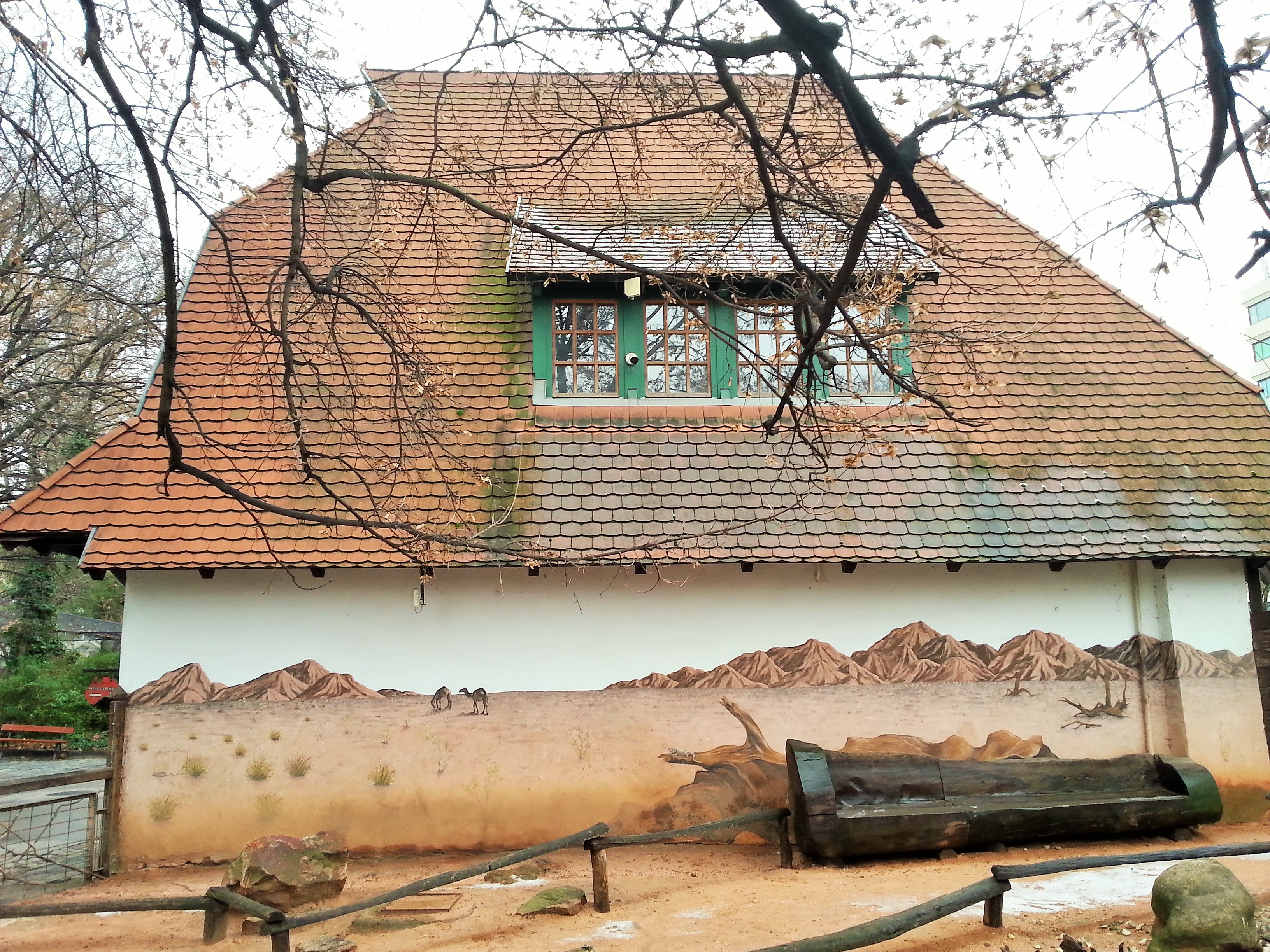
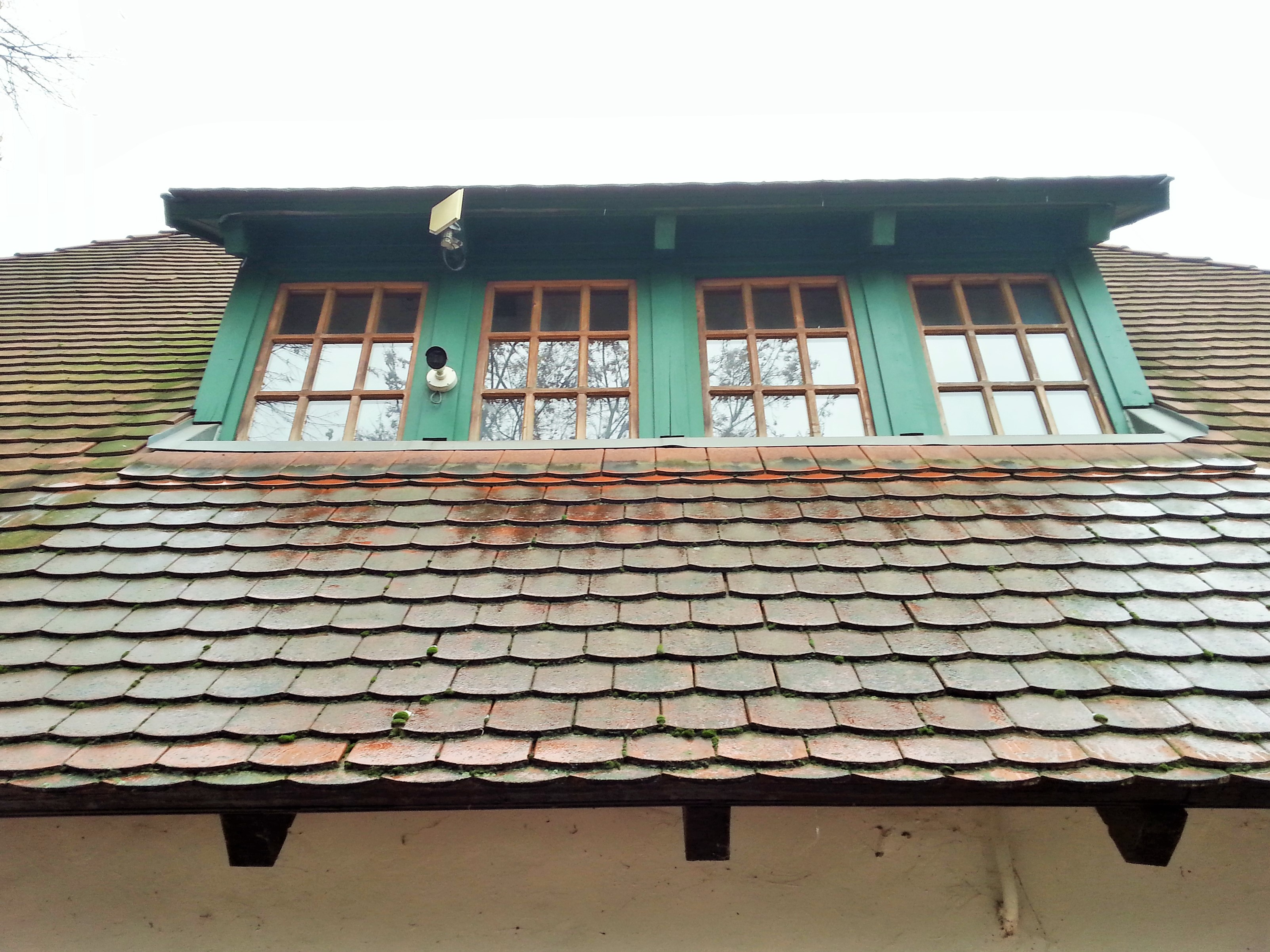

## Külső hivatkozások
- Patinás épületek. zoobudapest.com. (Hozzáférés: 2021. december 13.)
- Házunk tája. zoobudapest.com. (Hozzáférés: 2021. december 13.)
- A Holnemvolt Park eseménynaptára. zoobudapest.com. (Hozzáférés: 2021. december 13.)
- Hat éve zárták be a móka birodalmát, a Budapesti Vidámparkot. promotions.hu. (Hozzáférés: 2021. december 13.)